# Frank Schmitter
Frank Schmitter (* 27. Juli 1957 in Krefeld) ist ein deutscher Autor. 

## Leben und Werk
Frank Schmitter wuchs in Krefeld auf. Nach dem Abitur begann er ein Germanistikstudium, das er jedoch ohne Abschluss beendete. Er leistete dann seinen Zivildienst und war in verschiedenen Jobs tätig. Von 1983 bis 1986 studierte er an der Fachhochschule für Bibliothekswesen Stuttgart und wurde so zum Diplom-Bibliothekar.
Seit 1991 lebt er in Ismaning bei München. Lange Zeit war er als Dokumentar und Medien-Redakteur bei einem Medienkonzern tätig. Von 2005 bis zu seiner Pensionierung 2021 leitete er das Literaturarchiv in der Monacensia, einem Institut der Münchner Stadtbibliothek.
Frank Schmitter veröffentlicht seit 1999 Lyrik und Kurzprosa in Anthologien und Zeitschriften (u. a. Konzepte, entwürfe, lauter niemand, Der Dreischneuß). Zeitweise moderierte er auf LORA München eine Literatursendung mit dem Namen Garantiert reimfrei. Er war Gründungsmitglied der Autorengruppe Reimfrei, der er heute noch angehört.

## Einzelpublikationen
- Manchmal holt einen die zukunft ein. Gedichte. edition offenes feld, Dortmund 2024, ISBN 978-3-7583-2336-2.
- Das Licht am zweiten Morgen. Erzählungen. edition offenes feld, Dortmund 2023, ISBN 978-3-7578-8741-4.
- Grace Kelly verunglückt tödlich und steigt aus ihrem Wagen. Erzählungen. edition offenes feld, Dortmund 2022, ISBN 978-3-7543-4744-7.
- Ein überflüssiger Mann. Novelle. edition offenes feld, Dortmund 2020, ISBN 978-3-7504-9784-9.
- Das bezahlbare unglück der kleinfamilien im urlaub. edition offenes feld. Books on Demand, Norderstedt 2019, ISBN 978-3-7481-1996-8.
- der wille ist ein weithin überschätzter körperteil. edition offenes feld. Books on Demand, Norderstedt 2018, ISBN  978-3-7460-5947-1.
- Der Tote von der Isar btb, München 2013
- Die Markisen rollen den Nachmittag aus Lyrikedition 2000, München 2012
- Die Narbe btb, München 2011
- Müll Macht Tod Emons Verlag, Köln 2009
- Späte Ruhestörung Piper Verlag, München 2008
- Das leichte Leben Edition XIM Virgines, Düsseldorf 2004
- Grenzverletzungen Edition XIM Virgines, Düsseldorf 2003
- Der Atem der Schlittenhunde Edition XIM Virgines, Düsseldorf 2001